# ARTE Charpentier

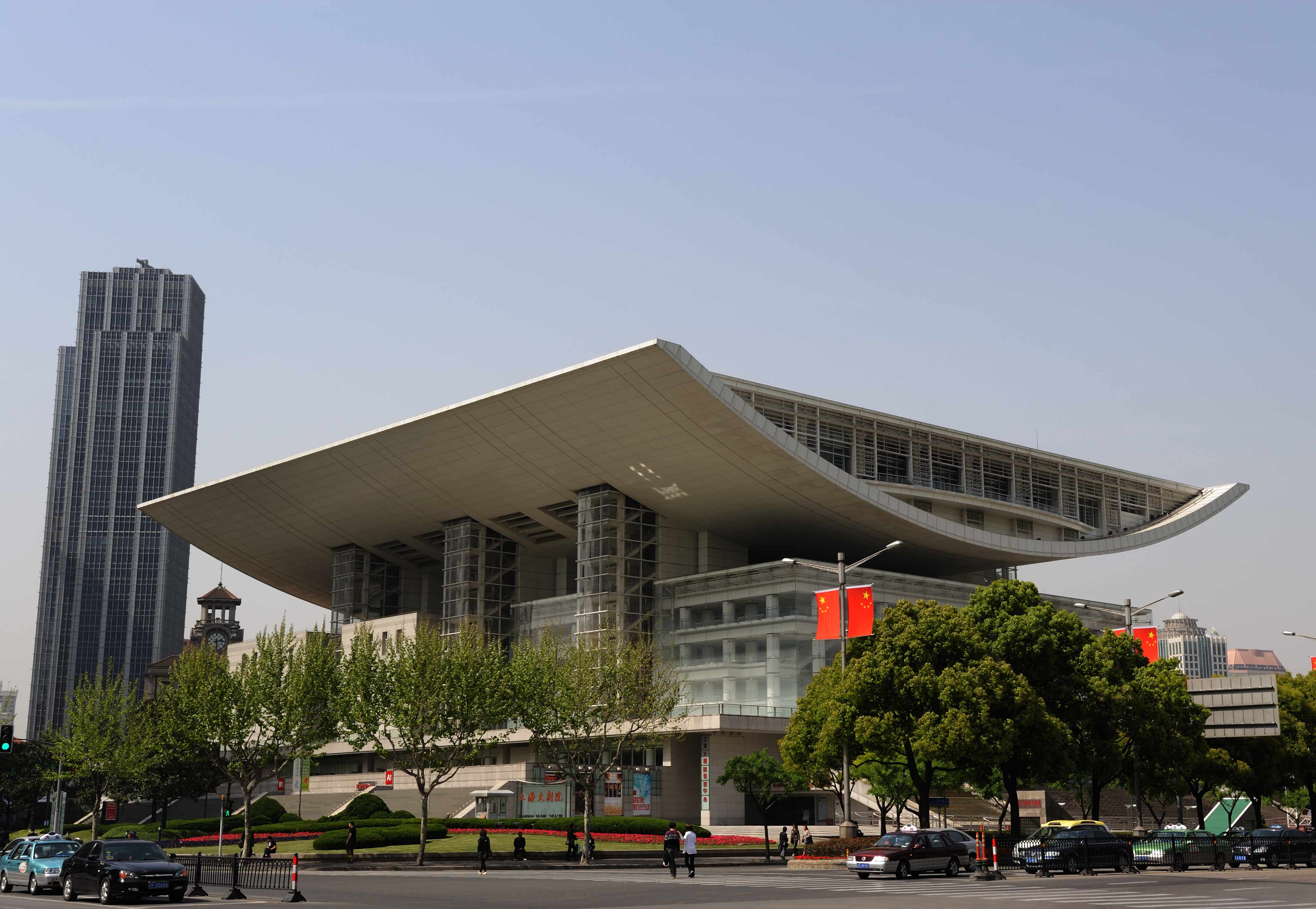
Shanghais Großes Haus (Theater, Oper)

ARTE Charpentier Architectes (frz.  Arte Charpentier & Associés, auch L´agence ARTE CHARPENTIER) ist ein großes französisches weltweit tätiges Architektur-, Planungs- und Städtebau-Büro. Es wurde 1969 von  Jean-Marie Charpentier in Paris gegründet und hat vor allem in Frankreich und der Volksrepublik China gearbeitet. Niederlassungen bestehen in Lyon und Shanghai.
Das Akronym ARTE im Firmennamen wird aus den französischen Begriffen Architecture, Recherche (Untersuchungen), Technique und Environnement (Umwelt) gebildet.
Jean Marie Charpentier (1939–2010).

## Bauwerke
- L’Herbier, Champs-sur-Marne, 1981
- „EDF“-Büros, Montpellier
- „AGF“-Büros, 1992, Paris 9e Arr.
- Le Dôme-Büros, 1994, Roissy Pôle
- Hotel Hyatt, Roissy, 1995
- Passagierterminal Coquelles, Calais, 1995
- Shanghai Grand Theatre, Shanghai, 1998
- Daimler-Chrysler-Büros, Bailly, 2000
- Glasgebäude am Métrobahnhof Gare Saint-Lazare, Paris
- Fabrikgebäude „Pacific“, Chartres, 2004
- Académie de coiffure – „L’Oréal“,  Paris 18e Arr., 2006
- Teil der Fußgängerzone Nankingstraße, Shanghai
- Museumserweiterung Elithis (Büroturm, im Bau), Dijon